# Alnus maximowiczii
Alnus maximowiczii — вид квіткових рослин з родини березових. Поширення: Східний Сибір, Японія (Хоккайдо, Хонсю), Північна Корея, Південна Корея.

## Біоморфологічна характеристика
Листя переважно матове зверху та знизу, гострозубчасте з вторинним порядком зубців; чоловічі суцвіття до 100 × 5–10 мм у зрілому віці; дерев'янисті плоди відносно дрібні (8–15 × 5–7 мм).

## Середовище
Цей вид зустрічається на добре дренованих ґрунтах.

## Використання
Немає інформації.